# Pont Saint-Michel
De Pont Saint-Michel is een brug in Parijs over een van de armen van de Seine. De brug verbindt de linkeroever (ter hoogte van de Place Saint-Michel) met het Île de la Cité. De brug ontleent zijn naam aan een voormalige kapel Saint-Michel in het oude Koninklijk Paleis (nu het gerechtsgebouw).
Tot de constructie van een eerste brug op deze locatie werd in 1378 besloten door het Parlement van Parijs met akkoord van het kapittel van de Notre-Dame kathedraal en de provoost van Parijs, Hugues Aubriot. Deze laatste werd gelast met de uitvoering, met financiering door de koning. De constructie vond plaats van 1379 tot 1387. De stenen brug werd bebouwd met woningen zoals in die tijd gebruikelijk was. Woningen en brug werden na een instorting in 1408 door de Seine meegevoerd. Midden in de Honderdjarige Oorlog werd een vervangende noodbrug in hout gebouwd, die in 1444 met de opbrengst van een aantal boetes werd verbeterd. Deze brug, met houten huizen, was bijzonder doordat een enkele dakconstructie over de volledige lengte en breedte van de brug werd gerealiseerd.
De huidige brug dateert van 1857 en is gebouwd naar een ontwerp van Paul-Martin Gallocher de Lagalisserie en Paul Vaudrey. De bestaande brug heeft drie bogen van 17,20 meter elk, en heeft een breedte van 30 meter.
Op 17 oktober 1961 is de brug een van de meest gewelddadige strijdtonelen van de bloedige onderdrukking door de Parijse politie van een manifestatie van Algerijnen in Parijs tijdens de Algerijnse Oorlog. Bij dit bloedbad vallen 200 doden.
De locatie wordt bediend door het metrostation Saint-Michel en het RER station Station Saint-Michel - Notre-Dame.
Pont Amont ·
Pont Alexandre-III ·
Pont de l'Alma ·
Pont de l'Archevêché ·
Pont d'Arcole ·
Pont des Arts ·
Pont d'Austerlitz ·
Viaduc d'Austerlitz ·
Pont Aval ·
Pont de Bercy ·
Pont de Bir-Hakeim ·
Pont du Carrousel ·
Pont au Change ·
Pont Charles-de-Gaulle ·
Pont de la Concorde ·
Passerelle Debilly ·
Pont au Double ·
Pont du Garigliano ·
Pont de Grenelle ·
Pont d'Iéna ·
Pont des Invalides ·
Passerelle Léopold-Sédar-Senghor ·
Pont Louis-Philippe ·
Pont Marie ·
Pont Mirabeau ·
Pont National ·
Pont Neuf ·
Pont Notre-Dame ·
Petit-Pont ·
Pont Rouelle ·
Pont Royal ·
Pont Saint-Louis ·
Pont Saint-Michel ·
Passerelle Simone-de-Beauvoir ·
Pont de Sully ·
Pont de Tolbiac ·
Pont de la Tournelle
Zie ook: Bruggen in Parijs · Lijst van bezienswaardigheden in Parijs · Seine · Rive Gauche · Rive Droite
- Gemeinsame Normdatei: 7546443-3
- Virtual International Authority File: 247864034